# Puzzle (téléfilm, 2019)
Pour les articles homonymes, voir Puzzle (homonymie).
Pour plus de détails, voir Fiche technique et Distribution.
Puzzle est un téléfilm français réalisé par Laurence Katrian en 2019 et diffusé pour la première fois en Suisse le 10 mai 2019 sur RTS Un, puis en Belgique sur La Une le 2 juin 2019 et six jours plus tard sur France 3 en France le 8 juin 2019.

## Synopsis
Dans la petite ville de Doulac, un mystérieux corbeau vient perturber les habitants par des révélations sur un meurtre non élucidé ayant eu lieu quelques années plus tôt. Alors que le meurtrier tente de protéger son secret, le juge Thomas Aubert revient en ville prêt à enfin élucider cette affaire.

## Fiche technique
- Réalisateur : Laurence Katrian
- Scénario : Hervé Korian
- Producteur : Nathalie Laurent
- Directeur de la photographie : Thierry Jault
- Chef décorateur : Jimmy Vansteenkiste
- Directeur de production : Jean-Luc Perichon
- Société de production : Kabo family
- Pays d'origine : France
- Lieux de tournage : Saint-Omer, Wambrechies
- Genre : Policier, Drame
- Durée : 1h30
- Dates de diffusions :
  -  10 mai 2019, sur RTS Un.
  -  2 juin 2019, sur La Une.
  -  8 juin 2019, sur France 3.

## Distribution
Sauf indication contraire, les informations mentionnées dans cette section peuvent être confirmées par la base de données cinématographiques Allociné,  présente dans la section « Liens externes ».
- Sagamore Stévenin : Thomas Aubert
- Elsa Lunghini : Olivia Sysman
- Naidra Ayadi : Laure Martinez
- François Caron : Major Dumas
- Gaëlle Fraysse : Amélie
- Michel Scotto Di Carlo : Jean-Marie Jourdain
- Bruno Paviot : Vincent Lombardo
- Émilie Gavois-Kahn : Lisa Moreau

## Accueil critique
Le magazine Moustique parle d'un « polar français efficace et prenant ».

## Audience en France
- Audience :  France : 3,246 millions de téléspectateurs (16,9 % de part d'audience)